# Joseph Saucier
Joseph Saucier   (Montreal, 24 de febrer de 1869 - Montreal, 10 d'abril de 1941) fou un baríton quebequès, director de cor i pianista.
Saucier va tenir les seves primeres lliçons de piano del seu pare, el pianista Moïse Saucier, i després va estudiar amb Charles-Marie Panneton i Dominique Ducharme. Va fer la seva primera aparició pública als deu anys. Als divuit anys va prendre lliçons de cant amb Paul Wiallard i Achille Fortier i va aparèixer com a cantant solista a l'Església de Gesù i a la catedral de Sant Jaume. El 1897 va esdevenir organista i director de cor a "St-Louis du Mile-End".
A finals de 1897, Saucier va anar a París i va estudiar cant al Conservatori de París amb Auguste-Jean Dubulle. Per a la celebració de 50 anys de la Universitat Laval, va cantar en 1902 com Satanàs a El Paradís perdut de Théodore Dubois. El 1903 es va convertir en director de cor a l'Església Inmaculada Concepció. 1907/08 i 1911/12 va ser president de l'"Académie de musique du Quebec"·. El 1913 va participar com a solista en l'estrena de l'oratori d'Alexis Contant Les Deux Âmes.
Conegut principalment com a cantant de concert i oratori, Saucier va tenir una de les seves poques aparicions a l'òpera el 1923 com a sacerdot a Samson et Dalila. Els seus primers enregistraments en cilindres de cera del 1904 es troben entre els enregistraments vocals més antics realitzats al Canadà. Saucier va estar sovint acompanyat durant concerts i enregistraments per la seva dona Octavie Turcotte, una neboda i estudiant de Dominique Ducharme. El seu fill Jean Saucier es va convertir en neuròleg i violinista, i el seu net Pierre Saucier va treballar com a crític al diari "La Patrie". El violinista Marcel Saucier era nebot de Joseph Sauciers.